# Satyrus aulieatana
Satyrus aulieatana är en fjärilsart som beskrevs av Holik 1949. Satyrus aulieatana ingår i släktet Satyrus och familjen praktfjärilar. Inga underarter finns listade.